# Meridià 46 a l'est
El meridià 46 a l'est de Greenwich és una línia de longitud que s'estén des del pol Nord travessant l'oceà Àrtic, Europa, Turquia, Àfrica, l'oceà Índic, l'oceà Antàrtic i l'Antàrtida fins al pol Sud.
El meridià 46 a l'est forma un cercle màxim amb el meridià 134 a l'oest. Com tots els altres meridians, la seva longitud correspon a una semicircumferència terrestre, uns 20.003,932 km. Al nivell de l'Equador, és a una distància del meridià de Greenwich de 5.121 km.

## De Pol a Pol
Començant en el pol Nord i dirigint-se cap al pol Sud, aquest meridià travessa:
| Coordenades                             | País, territori o mar | Notes                                                 |
| --------------------------------------- | --------------------- | ----------------------------------------------------- |
| 90° 0′ N, 46° 0′ E / 90.000°N,46.000°E  | Oceà Àrtic            |                                                       |
| 80° 39′ N, 46° 0′ E / 80.650°N,46.000°E | Rússia                | Illa de Terra d'Alexandra, Terra de Francesc Josep    |
| 80° 33′ N, 46° 0′ E / 80.550°N,46.000°E | Mar de Barents        |                                                       |
| 68° 21′ N, 46° 0′ E / 68.350°N,46.000°E | Rússia                | Península de Kanin                                    |
| 67° 47′ N, 46° 0′ E / 67.783°N,46.000°E | Mar de Barents        | Badia de Txoixa                                       |
| 66° 51′ N, 46° 0′ E / 66.850°N,46.000°E | Rússia                |                                                       |
| 42° 2′ N, 46° 0′ E / 42.033°N,46.000°E  | Geòrgia               |                                                       |
| 41° 11′ N, 46° 0′ E / 41.183°N,46.000°E | Azerbaidjan           |                                                       |
| 39° 46′ N, 46° 0′ E / 39.767°N,46.000°E | Armènia               |                                                       |
| 39° 12′ N, 46° 0′ E / 39.200°N,46.000°E | Azerbaidjan           | Nakhtxivan                                            |
| 38° 52′ N, 46° 0′ E / 38.867°N,46.000°E | Iran                  |                                                       |
| 35° 50′ N, 46° 0′ E / 35.833°N,46.000°E | Iraq                  |                                                       |
| 35° 34′ N, 46° 0′ E / 35.567°N,46.000°E | Iran                  | Per uns 3km                                           |
| 35° 33′ N, 46° 0′ E / 35.550°N,46.000°E | Iraq                  | Per uns 4km                                           |
| 35° 31′ N, 46° 0′ E / 35.517°N,46.000°E | Iran                  | Per uns 3km                                           |
| 35° 29′ N, 46° 0′ E / 35.483°N,46.000°E | Iraq                  |                                                       |
| 35° 4′ N, 46° 0′ E / 35.067°N,46.000°E  | Iran                  |                                                       |
| 33° 29′ N, 46° 0′ E / 33.483°N,46.000°E | Iraq                  |                                                       |
| 29° 6′ N, 46° 0′ E / 29.100°N,46.000°E  | Aràbia Saudita        |                                                       |
| 17° 14′ N, 46° 0′ E / 17.233°N,46.000°E | Iemen                 |                                                       |
| 13° 25′ N, 46° 0′ E / 13.417°N,46.000°E | Oceà Índic            | Golf d'Aden                                           |
| 10° 47′ N, 46° 0′ E / 10.783°N,46.000°E | Somàlia               | Somaliland                                            |
| 8° 20′ N, 46° 0′ E / 8.333°N,46.000°E   | Etiòpia               |                                                       |
| 5° 58′ N, 46° 0′ E / 5.967°N,46.000°E   | Somàlia               |                                                       |
| 2° 25′ N, 46° 0′ E / 2.417°N,46.000°E   | Oceà Índic            | Passa a l'oest de l'atol d'Aldabra, Seychelles        |
| 15° 51′ S, 46° 0′ E / 15.850°S,46.000°E | Madagascar            |                                                       |
| 25° 18′ S, 46° 0′ E / 25.300°S,46.000°E | Oceà Índic            |                                                       |
| 60° 0′ S, 46° 0′ E / 60.000°S,46.000°E  | Oceà Antàrtic         |                                                       |
| 67° 39′ S, 46° 0′ E / 67.650°S,46.000°E | Antàrtida             | Territori Antàrtic Australià, reclamada per Austràlia |